# Пјеве ди Ривоскио (Форли-Чезена)
Пјеве ди Ривоскио (итал. Pieve di Rivoschio) је насеље у Италији у округу Форли-Чезена, региону Емилија-Ромања.
Према процени из 2011. у насељу је живело 55 становника. Насеље се налази на надморској висини од 455 м.